# Museum für Tierkunde Dresden

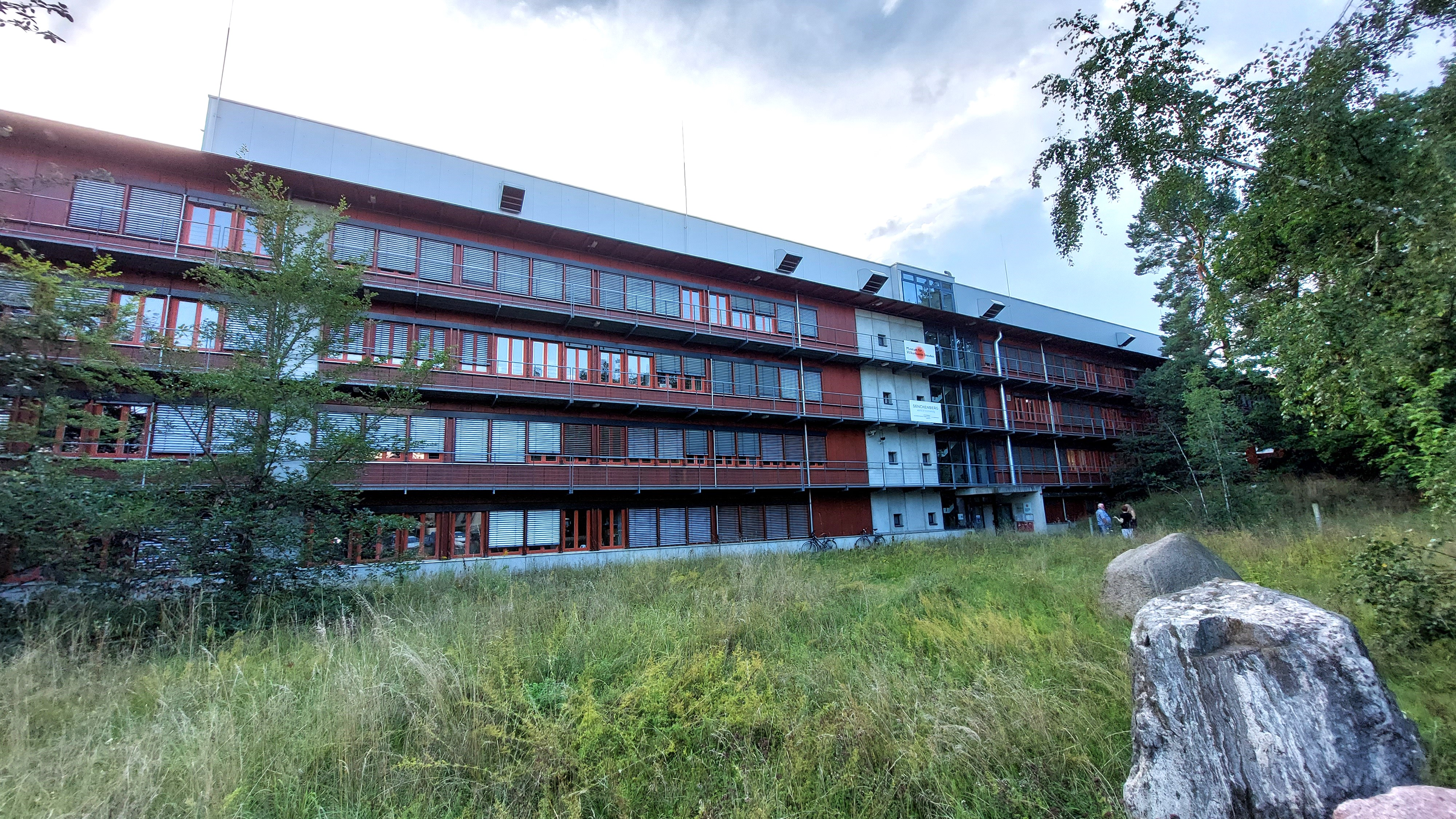
A.B. Meyer-Bau in Klotzsche

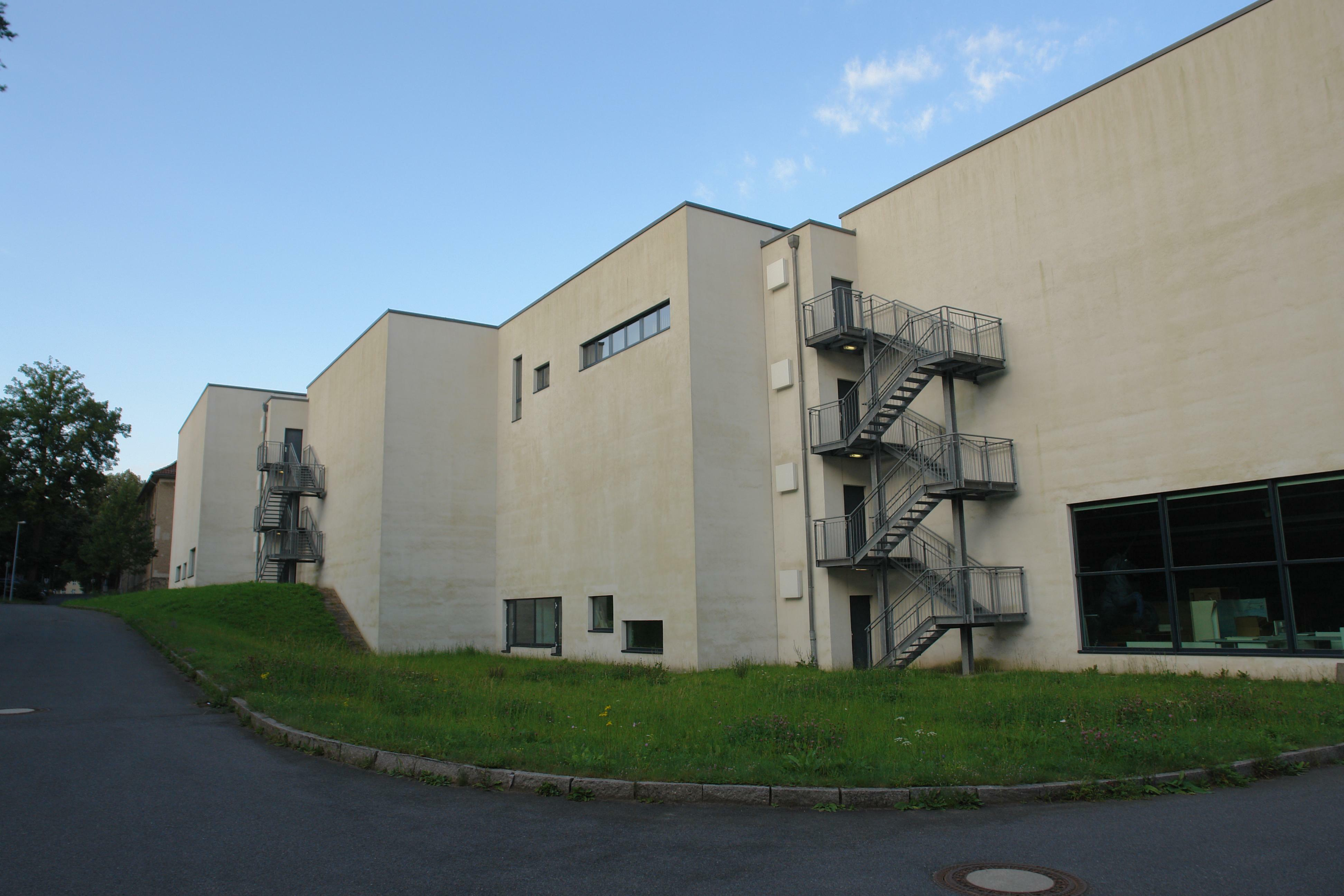
Rückseite des Gebäudes

Das Museum für Tierkunde in Dresden ist eine umfangreiche Sammlung zoologischer Objekte. Es gehört zu den Senckenberg Naturhistorischen Sammlungen Dresden. Zurzeit verfügt es bis auf eine kleine Außenstelle in Moritzburg und eine Ausstellung im Japanischen Palais über keine nennenswerten Ausstellungsflächen. Der Hauptteil der Sammlungen befindet sich im A. B. Meyer-Bau in Dresden-Klotzsche. Er bildet die Basis der Arbeit der Forschungsinstitute und ist nur eingeschränkt der Öffentlichkeit zugänglich.

## Sammlung

Sammlungsobjekte

Megatherium americanum

Korallen und Muscheln

Insgesamt weist das Museum mehr als sechs Millionen Objekte aus aller Welt auf. Sie werden überwiegend in einem großen Verwaltungs- und Depotgebäude in dem nördlichen Dresdner Stadtteil Klotzsche gelagert und nehmen dort eine ganze Etage ein. Im selben Gebäude, jedoch ein Stockwerk tiefer, befinden sich die Objekte des Museums für Mineralogie und Geologie.
Der Sammlungsschwerpunkt liegt auf Wirbeltieren und Insekten. Die allein über 231.000 Objekte starke Wirbeltier-Abteilung ist in die Fachbereiche Mammalogie, Ornithologie und Ichthyologie untergliedert. In der Insektenkunde wird im Museum zwischen Schmetterlingen, Zweiflüglern, Käfern und Halbflüglern unterschieden. Außerdem werden im Fachbereich Malakologie Weichtiere gesammelt.
Bestandteile des Museums sind viele Spezialsammlungen aus unterschiedlichen Regionen der Erde. Dazu zählen die Sammlung von 30.000 Eiern von Wolfgang Makatsch, die zu den umfangreichsten ihrer Art in Deutschland gehört, die von Otto Kleinschmidt zusammengetragene Sammlung von 2.000 Bälgen und Präparaten hauptsächlich von Vögeln, eine Pflanzenkäfer-Sammlung von Werner Heinz Muche sowie eine Sammlung paläarktischer Schmetterlinge von Otto Staudinger, die über Otto Bang-Haas 1961 an das Museum gelangte. Von herausragendem Wert sind insbesondere die Holo- und Paratypen verschiedener Arten, darunter zwei der weltweit vier bekannten Exemplare von Breitkopffliegen. Auch 14 Hörner der in ihrer Existenz umstrittenen Spiralhornantilope gehören zu den Sammlungsstücken.
An ausgestorbenen Wirbeltierarten sind unter anderem eines der weltweit noch etwa 20 Skelette der Stellerschen Seekuh, ein Schuppenkehlmoho, ein Beutelwolf, ein Weißbunter Rabe, ein Moa, Riesenalke sowie Wandertauben vertreten. Mittlerweile nicht mehr in Sachsen heimische Arten, die zu den Beständen zählen, sind unter anderem Blauracken, Ziesel und der einzige erhaltene Europäische Stör, der in Sachsen gefangen wurde.
In einem modernen Wirbeltier-Präparatorium stellen drei Experten Schaupräparate bis zur Größe von Elefanten her.

## Forschung

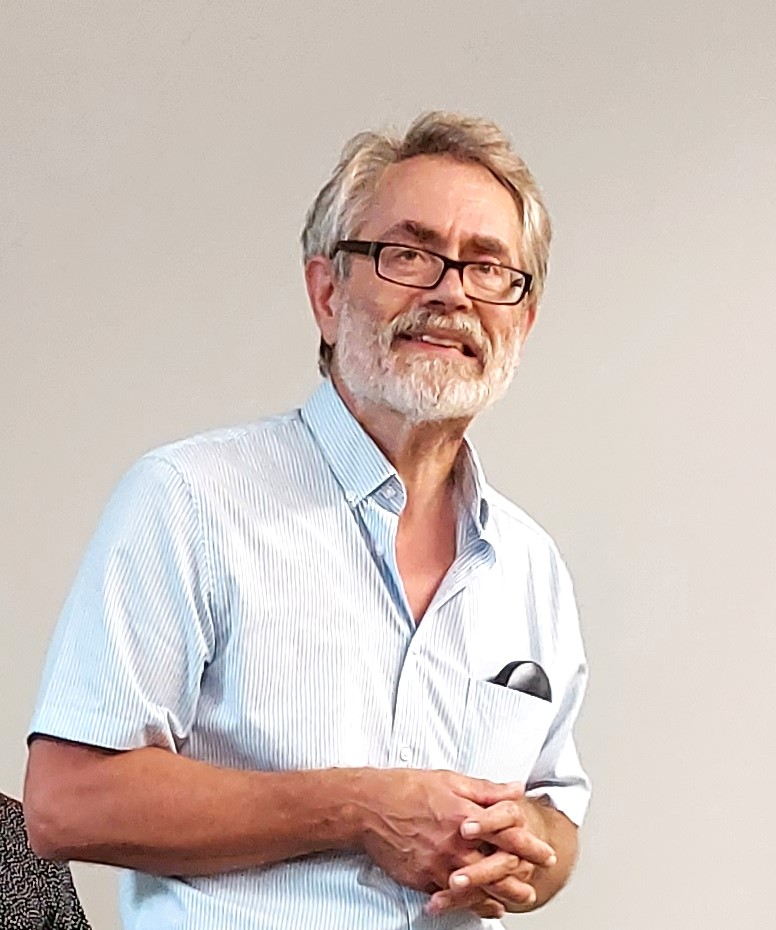
Prof. Uwe Fritz

Ein Schwerpunkt in der Museumsarbeit liegt in der Forschung, die vor allem auf den Gebieten der Biodiversität, der Taxonomie, der Geozoologie und der Ökofaunistik vorangetrieben wird. Spezielle Themen sind auch die sächsische Fauna und Wissenschaftsgeschichte. Zehn Wissenschaftler werden im Museum beschäftigt.
Die Museumsbibliothek stellt mit ihren rund 60.000 Bänden und 60.000 sonstigen Einheiten die größte zoologische Fachbibliothek des Freistaats dar und ist Teil der Naturhistorischen Zentralbibliothek Dresden. Das Museum gibt fünf Zeitschriftenreihen zum Thema Tierkunde heraus.
Auch im Dresdner Museum für Tierkunde kommen verstärkt moderne Forschungsmethoden zum Einsatz. Das Augenmerk liegt nicht mehr nur im Vergleich morphologischer Merkmale, sondern auch in der molekularbiologischen Analyse, für deren Zwecke das Museum ein eigenes Labor mit umfangreichen Blut- und Gewebeproben vieler Tierarten unterhält.
Die Fachabteilung des Museums für Tierkunde wird von Professor Uwe Fritz geleitet, der ebenso als geschäftsführender Direktor der Naturhistorischen Sammlungen Dresden wirkt.

### Einblicke in die Forschungssammlung

Riesenfaultier
Wollnashorn
Riesenmuschel
Gewöhnlicher Krake
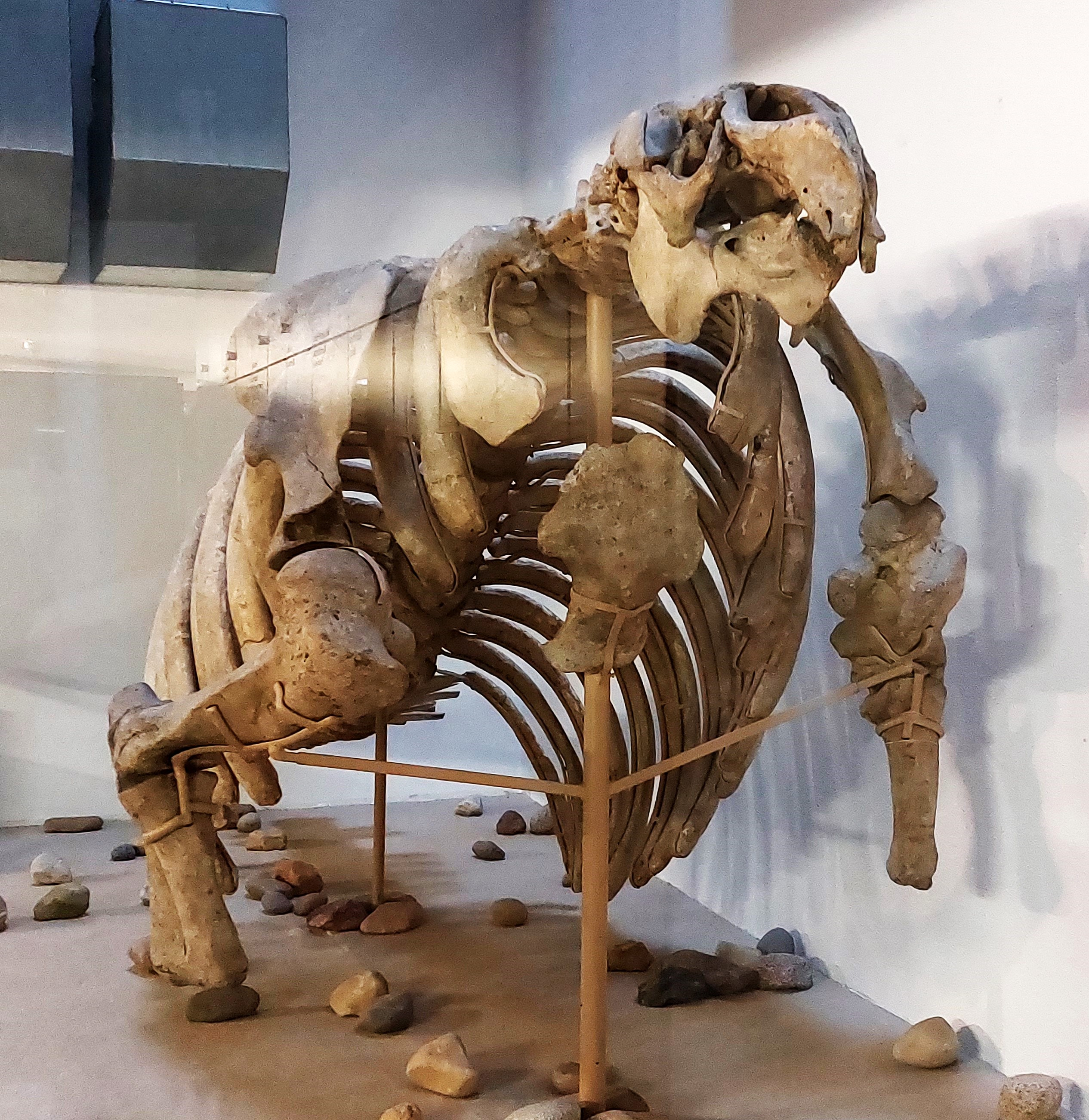
Stellersche Seekuh

## Geschichte

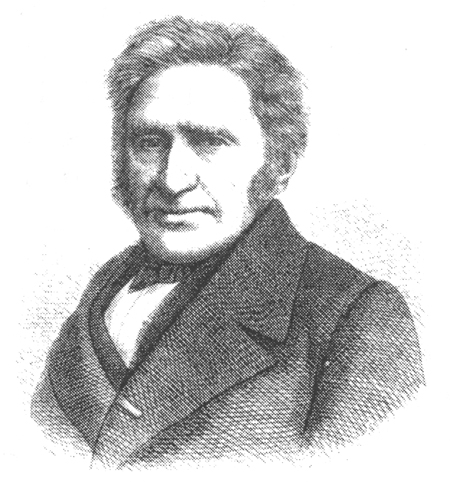
Heinrich Gottlieb Ludwig Reichenbach

Ähnlich wie die Staatlichen Kunstsammlungen, geht auch das Museum für Tierkunde Dresden ursprünglich auf die Kunstkammer im Dresdner Residenzschloss zurück, eine 1560 von Kurfürst August eingerichtete universale Schatzkammer.
Häufig flossen Trophäen oder Präparate von Tieren, die bei den zahlreichen höfischen Jagden erlegt worden waren, in die Bestände der Kunstkammer ein. So wuchs sie schnell an. Beim Schlossbrand von 1701 konnten zwar viele Teile gerettet werden, mussten anschließend aber für mehrere Jahre in der ehemaligen Hauptwache am Neumarkt zwischengelagert werden. Da dort zu wenig Platz zur Verfügung stand, um die Exponate sachgemäß zu lagern oder zu betreuen, gingen viele verloren.
Im Jahre 1728 trennte Kurfürst August der Starke die Naturalien- von den Kunstsammlungen und brachte sie im Zwinger unter. Dies wird als die eigentliche Gründung der Naturhistorischen Sammlungen betrachtet.
Heinrich Gottlieb Ludwig Reichenbach war zwischen 1820 und 1874 Direktor des Königlichen Naturhistorischen Museums und weist darüber hinaus Verdienste im Aufbau der Chirurgisch-Medicinischen Akademie Dresden, des Botanischen Gartens und des Zoos von Dresden auf. Während seiner Amtszeit brach 1849 der Dresdner Maiaufstand los, in dessen Verlauf der Zwinger abbrannte. Das Museum ging dadurch bis auf einen kleinen Rest der Vogelsammlung komplett verloren. Nach anfänglichem Widerstand der Staatsregierung konnte es erst 1857 mit zahlreichen Neuerwerbungen wiedereröffnet werden. Im gleichen Jahr spaltete sich das Königliche Mineralogisch-Geologische Museum ab.

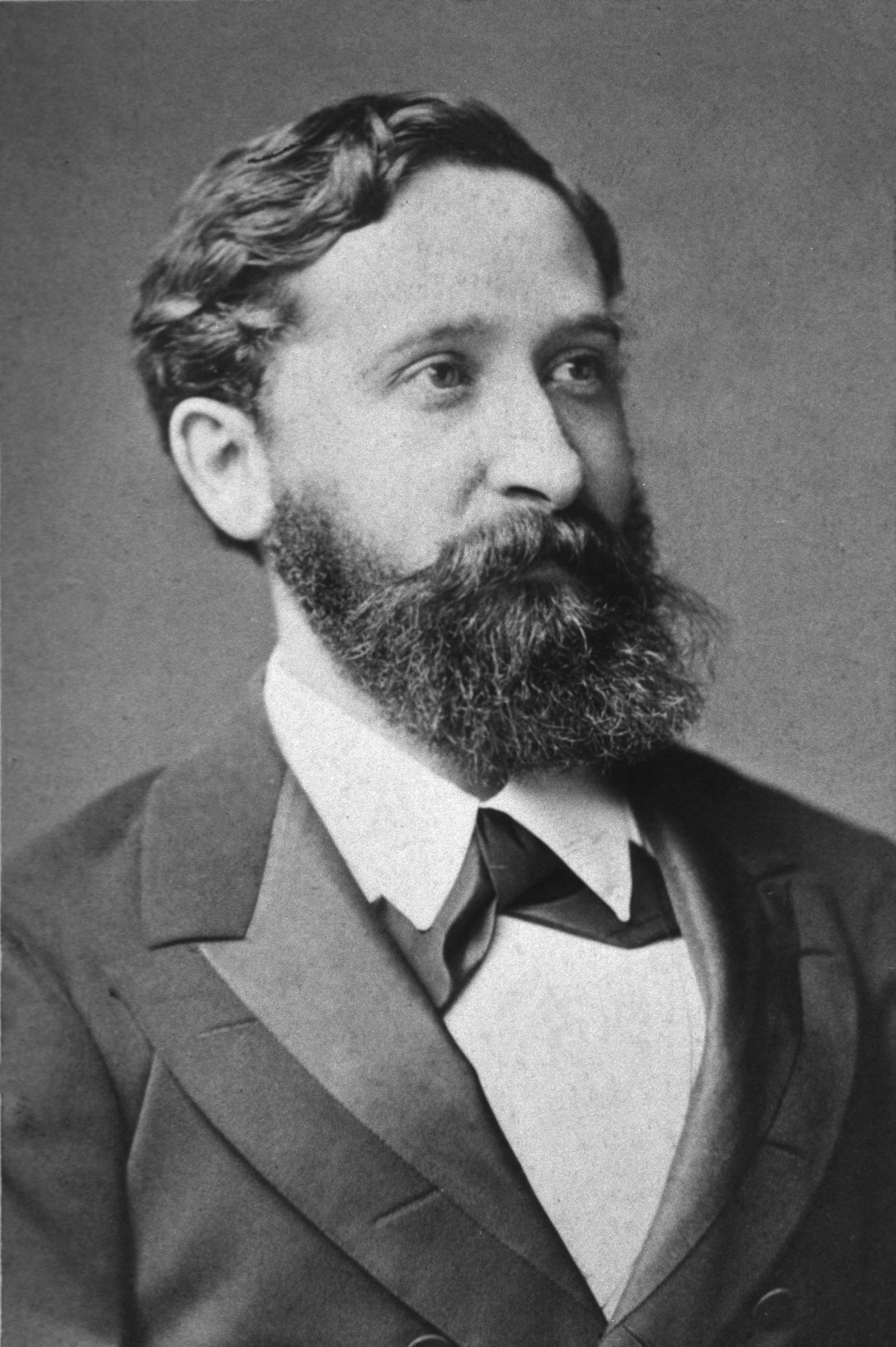
Adolf Bernhard Meyer

Im Jahr 1874 folgte Adolf Bernhard Meyer als Museumsdirektor. Ein Jahr später wurden die völkerkundlichen Sammlungen gegründet und das Museum in Königliches Zoologisches und Anthropologisch-Ethnographisches Museum zu Dresden umbenannt. Die bisher im Bestand enthaltenen botanischen Sammlungen hingegen wurden an das Königliche Polytechnikum Dresden abgegeben, die botanische Fachbibliothek übernahm die Königliche Bibliothek. Spätestens dadurch endete die über mehrere Jahrhunderte gewachsene Einheit der Naturhistorischen Sammlungen, die durch voneinander unabhängige Spezialinstitute ersetzt wurden. Im Jahre 1875 gab er erstmals eine museumseigene Zeitschrift heraus.
Nachdem Meyer um 1900 zwei längere Studienreisen an andere europäische und nordamerikanische Naturkundemuseen unternommen hatte, ließ er das Dresdner Museum auf den modernsten Stand der Forschung bringen. Unter anderem trennte er die Objekte in eine Schausammlung für die Öffentlichkeit und eine Wissenschaftliche Sammlung für Forschungszwecke, außerdem führte er staub- und feuersichere Stahlschränke ein. Kustos in dieser Zeit war der österreichische Zoologe Karl Maria Heller.
In der Mitte der 1930er Jahre litten die Museen im Zwinger unter enormer Platznot und mussten verlagert werden. In dieser Zeit arbeitete auch Willi Hennig, der Begründer der Kladistik, als Volontär in dem Museum. Als 1937 die Freimaurer verboten und enteignet wurden, bezog die zoologische Abteilung des Staatlichen Museums für Tier- und Völkerkunde das Haus der Loge Zu den drei Schwertern und Asträa zur grünenden Raute an der Ostraallee in der Wilsdruffer Vorstadt, gegenüber dem Zwinger. Erstmals hatten die Tierkundler ein eigenes Museumsgebäude, da die ethnologische Abteilung direkt nebenan die Orangerie in Der Herzogin Garten bezog. Durch die Luftangriffe auf Dresden bedingt, kam es am 7. Oktober 1944 zur Zerstörung des Logenhauses und mit ihm der Ausstellungsexponate. Die wissenschaftlichen Forschungsbestände und die Fachbibliothek waren jedoch schon zuvor in 16 verschiedene Orte ausgelagert worden. So sicherte man beispielsweise auf Schloss Weesenstein viele Insekten und die Vogeleiersammlung, auf Burg Kriebstein die Skelett- und Teile der Weichtiersammlung und im Barockschloss Rammenau die Korallensammlung und Tierpräparate. Nur zwölf Kisten mit den wertvollsten Stücken, die auf der Festung Königstein aufbewahrt worden waren, wurden als Kriegsbeute in die Sowjetunion verbracht. Insgesamt etwa zwei Drittel der Objekte überdauerten den Zweiten Weltkrieg, der Rest fiel Plünderungen und Vandalismus zum Opfer.
Mit der kriegsbedingten Auslagerung beauftragt war Robert Reichert, der in den 1930er und 40er Jahren Präparator, nach Kriegsende Inspektor beziehungsweise Kommissarischer Leiter sowie zwischen 1950 und 1957 schließlich Direktor des Museums war. Unter seiner Leitung wurde am 2. Juli 1949 im Zwinger die erste Ausstellung nach dem Krieg eines Dresdner Museums überhaupt eröffnet; Thema war die Fauna der Dresdner Heide. Weitere Ausstellungen im Zwinger folgten. Nach Kriegsende spaltete sich außerdem das Museum für Völkerkunde Dresden ab.
Im Jahr 1957 zog das Museum für Tierkunde ins Ständehaus um, das nach seiner Kriegszerstörung notdürftig wiederhergestellt worden war. Allerdings war das Gebäude nicht tauglich für die sachgerechte Unterbringung der Bestände. Zwei Jahre später fand in der Nordhalle die bis dato größte Sonderausstellung des Tierkundemuseums in der Nachkriegszeit anlässlich des 150. Geburtstags Charles Darwins statt. Im Rahmen der 250-Jahr-Feier des Museums wurden die in die Sowjetunion verbrachten Kisten 1978 beziehungsweise 1980 zurückgegeben. Eine weitere große Sonderausstellung wurde 1995 genau 120 Jahre nach der Gründung des gemeinsamen Museums zusammen mit dem Museum für Völkerkunde Dresden zum Thema Afrika im Ständehaus durchgeführt. Die Interimsnutzung des Ständehauses durch das Tierkunde-Museum kam erst im Februar 1999 mit dem endgültigen Umzug in das neue Klotzscher Depotgebäude zum Abschluss.
Seit dem 1. Juli 2000 ist das Museum für Tierkunde mit dem Museum für Mineralogie und Geologie zu den Staatlichen Naturhistorischen Sammlungen Dresden zusammengefasst. Diese feierten 2003 ihr 275-jähriges Jubiläum. Zum 1. Januar 2009 wurden sie mit dem Forschungsinstitut und Naturmuseum Senckenberg in Frankfurt am Main sowie dem Staatlichen Naturkundemuseum Görlitz fusioniert. Dies bedeutet eine Mitgliedschaft in der Leibniz-Gemeinschaft sowie eine gemeinsame Förderung durch Bund und Länder.

## Außenstelle Moritzburg

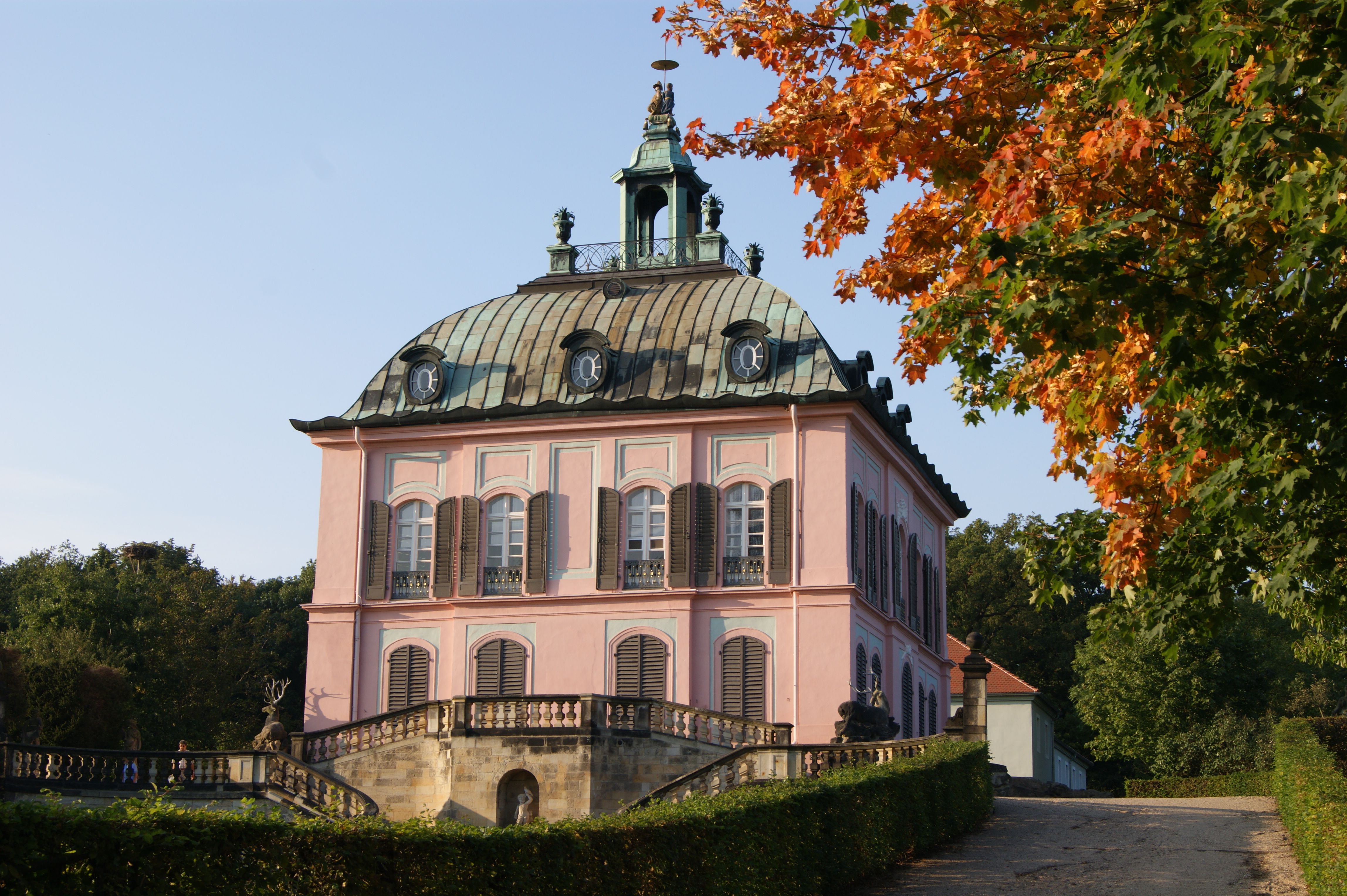
Fasanenschlösschen

In Moritzburg betreibt das Tierkundemuseum seit 1956 eine Außenstelle. Diese befand sich zunächst im Fasanenschlösschen und widmete sich der Vogelkunde. Sie musste 1996 aufgrund der akuten Baufälligkeit des Gebäudes geschlossen werden. Als Interimslösung wurde ein kleines Kavaliershaus am Schloss Moritzburg genutzt.